# Julogona ligurina
Julogona ligurina är en mångfotingart som först beskrevs av Karl Wilhelm Verhoeff 1910.  Julogona ligurina ingår i släktet Julogona och familjen knöldubbelfotingar. Inga underarter finns listade i Catalogue of Life.